# Eleição municipal de Campina Grande em 2008
A eleição municipal de 2008 na cidade brasileira de Campina Grande foi realizada em dois turnos.
Quatro candidatos disputaram a prefeitura municipal. Assim como em 2004, o deputado federal Rômulo Gouveia, então no PSDB, e o prefeito e candidato à reeleição Veneziano Vital, do PMDB, foram os candidatos mais votados. No primeiro turno, Veneziano venceu seu oponente com 106.844 votos (48,88%), contra 104.449 do tucano (47,78%). Os outros 2 candidatos, Érico Feitosa (PHS e Sizenando Leal (PSOL) tiveram votações inexpressivas.
No segundo turno, mais uma vez o candidato peemedebista suplantou Rômulo, agora com 116.222 votos (51,52%) contra 109.343 (48,48%) do prefeitável do PSDB, garantindo sua reeleição.
Dos 16 vereadores eleitos, Inácio Falcão (PSDB) foi o mais votado, com 6.997 votos. O PMDB elegeu a maior bancada na Câmara Municipal, com 4 vereadores, enquanto PSDB e PRP elegeram 3. Outros 6 partidos (PDT, PP, PTdoB, PSL, PR e PSB) completaram a relação do legislativo municipal.

## Candidatos a prefeito
|  | Nº | Candidato(a) a prefeito | Candidato(a) a prefeito                                     | Candidato(a) a vice-prefeito | Candidato(a) a vice-prefeito                        | Coligação |
|  | -- | ----------------------- | ----------------------------------------------------------- | ---------------------------- | --------------------------------------------------- | --- |
|  | 15 |                         | Veneziano Vital (PMDB) Veneziano Vital do Rêgo Segundo Neto |                              | José Luiz Júnior (PSC) José Luiz Júnior             | "Amor Sincero por Campina" - Partido do Movimento Democrático Brasileiro (PMDB) - Partido Popular Socialista (PPS) - Partido dos Trabalhadores (PT) - Partido Socialista Brasileiro (PSB) - Partido da Mobilização Nacional (PMN) - Partido Republicano Brasileiro (PRB) - Partido Social Liberal (PSL) - Partido Social Democrata Cristão (PSDC) - Partido Comunista do Brasil (PCdoB) - Partido Social Cristão (PSC) - Partido Trabalhista do Brasil (PTdoB) - Partido Comunista Brasileiro (PCB) |
|  | 31 |                         | Érico Feitosa (PHS) Érico Mota Feitosa                      |                              | Ribamar Costa (PHS) José Ribamar Costa Araújo Filho | Sem coligação - Partido Humanista da Solidariedade (PHS) |
|  | 45 |                         | Rômulo Gouveia (PSDB) Rômulo José de Gouveia                |                              | Lígia Feliciano (PDT) Ana Lígia Costa Feliciano     | "Por Amor a Campina" - Partido da Social Democracia Brasileira (PSDB) - Partido Progressista (PP) - Democratas (DEM) - Partido Trabalhista Brasileiro (PTB) - Partido Renovador Trabalhista Brasileiro (PRTB) - Partido Democrático Trabalhista (PDT) - Partido Verde (PV) - Partido Trabalhista Cristão (PTC) - Partido da República (PR) - Partido Trabalhista Nacional (PTN) - Partido Republicano Progressista (PRP)                                                                            |
|  | 50 |                         | Sizenando Leal (PSOL) Sizenando Leal Cruz                   |                              | José Nunes (PSOL) José Nunes Silva                  | Sem coligação - Partido Socialismo e Liberdade (PSOL) |

## Coligações proporcionais
| Coligação                        | Partidos                       |
| -------------------------------- | ------------------------------ |
| Coligação Democrática Campinense | PSDB, PDT, PP, PRTB, PTN e DEM |
| Pra Frente Campina               | PTB, PTC e PR                  |
| O Melhor para Campina            | PV e PRP                       |
| Apaixonados por Campina 1        | PMDB, PT e PRB                 |
| Apaixonados por Campina 2        | PPS e PSDC                     |
| Apaixonados por Campina 3        | PSB, PMN, PSC e PCB            |
| Apaixonados por Campina 4        | PCdoB, PTdoB e PSL             |
| Sem coligação                    | PHS e PSOL                     |

### Candidatos a vereador[3]
| Nº    | Candidato                  | Partido | Coligação                        | Situação   |
| 27888 | Ademir Bazílio             | PSDC    | Apaixonados por Campina 2        | Deferido   |
| 21222 | Aécio Costa                | PCB     | Apaixonados por Campina 3        | Deferido   |
| 33300 | Afonso Souto               | PMN     | Apaixonados por Campina 3        | Deferido   |
| 44007 | Alberto Agra               | PRP     | O Melhor para Campina            | Deferido   |
| 27999 | Alberto Pereira            | PSDC    | Apaixonados por Campina 2        | Deferido   |
| 44999 | Alcides da Weider          | PRP     | O Melhor para Campina            | Deferido   |
| 70222 | Alemão Paz e Amor          | PTdoB   | Apaixonados por Campina 4        | Deferido   |
| 44344 | Alexandre Dunga            | PRP     | O Melhor para Campina            | Deferido   |
| 22888 | Ana Paula                  | PR      | Pra Frente Campina               | Deferido   |
| 31190 | Andrea Dias                | PHS     | PHS                              | Deferido   |
| 65234 | Antonia                    | PCdoB   | Apaixonados por Campina 4        | Deferido   |
| 70123 | Antonio Carlos             | PTdoB   | Apaixonados por Campina 4        | Deferido   |
| 31397 | Antonio Marques            | PHS     | PHS                              | Deferido   |
| 40678 | Antonio Pereira            | PSB     | Apaixonados por Campina 3        | Deferido   |
| 50500 | Ari do PSOL                | PSOL    | PSOL                             | Deferido   |
| 44244 | Arimarcel Padilha          | PRP     | O Melhor para Campina            | Deferido   |
| 19111 | Assis da Rodoviária        | PTN     | Coligação Democrática Campinense | Deferido   |
| 27111 | Assis Santos               | PSDC    | Apaixonados por Campina 2        | Deferido   |
| 27456 | Augusto Sales              | PSDC    | Apaixonados por Campina 2        | Deferido   |
| 27123 | Batista Marques            | PSDC    | Apaixonados por Campina 2        | Deferido   |
| 27000 | Bega                       | PSDC    | Apaixonados por Campina 2        | Deferido   |
| 44123 | Bel do Quiosque            | PRP     | O Melhor para Campina            | Deferido   |
| 40123 | Betânia Catão              | PSB     | Apaixonados por Campina 3        | Deferido   |
| 31113 | Bile                       | PHS     | PHS                              | Renúncia   |
| 33111 | Bina                       | PMN     | Apaixonados por Campina 3        | Renúncia   |
| 44321 | Bolinha                    | PRP     | O Melhor para Campina            | Renúncia   |
| 15611 | Bruno Gaudêncio            | PMDB    | Apaixonados por Campina 1        | Deferido   |
| 44789 | Cândido Alexandrino        | PRP     | O Melhor para Campina            | Deferido   |
| 23013 | Carioca do Treze           | PPS     | Apaixonados por Campina 2        | Renúncia   |
| 70678 | Carminha do Pedregal       | PTdoB   | Apaixonados por Campina 4        | Renúncia   |
| 17123 | Cassiano Pascoal           | PTdoB   | Apaixonados por Campina 4        | Deferido   |
| 44404 | Célia Martins              | PRP     | O Melhor para Campina            | Deferido   |
| 50789 | Celso Batista              | PSOL    | PSOL                             | Deferido   |
| 25444 | Ceminha                    | DEM     | Coligação Democrática Campinense | Deferido   |
| 31331 | Cézar                      | PHS     | PHS                              | Deferido   |
| 20111 | Chico do Povo              | PSC     | Apaixonados por Campina 3        | Deferido   |
| 23888 | Cícera Santos              | PPS     | Apaixonados por Campina 2        | Deferido   |
| 44002 | Cid Toledo                 | PRP     | O Melhor para Campina            | Deferido   |
| 11444 | Claudete Feodrippe         | PP      | Coligação Democrática Campinense | Deferido   |
| 22022 | Cleitiane                  | PR      | Pra Frente Campina               | Deferido   |
| 65123 | Coelho do Sindicato        | PCdoB   | Apaixonados por Campina 4        | Deferido   |
| 11111 | Daniella Ribeiro           | PP      | Coligação Democrática Campinense | Deferido   |
| 23999 | Danilo                     | PPS     | Apaixonados por Campina 2        | Deferido   |
| 11456 | Delfino Carlos             | PP      | Coligação Democrática Campinense | Deferido   |
| 44844 | Demontiê Gomes             | PRP     | O Melhor para Campina            | Deferido   |
| 45455 | Deusinha                   | PSDB    | Coligação Democrática Campinense | Deferido   |
| 23777 | Dinarte Maia               | PPS     | Apaixonados por Campina 2        | Deferido   |
| 65789 | Dona Fátima da Vila Cabral | PCdoB   | Apaixonados por Campina 4        | Deferido   |
| 45333 | Dr. Araújo                 | PSDB    | Coligação Democrática Campinense | Deferido   |
| 44000 | Dr. Durval Barros          | PRP     | O Melhor para Campina            | Deferido   |
| 33123 | Dr. Gildásio Alcântara     | PMN     | Apaixonados por Campina 3        | Deferido   |
| 44144 | Dr. Idevaldo               | PRP     | O Melhor para Campina            | Deferido   |
| 22222 | Dr. João Leite             | PR      | Pra Frente Campina               | Deferido   |
| 40111 | Dr. Marçal                 | PSB     | Apaixonados por Campina 3        | Deferido   |
| 33444 | Dr. Nunes                  | PMN     | Apaixonados por Campina 3        | Deferido   |
| 15333 | Dr. Olímpio                | PMDB    | Apaixonados por Campina 3        | Deferido   |
| 17112 | Dr. Ramos                  | PSL     | Apaixonados por Campina 4        | Deferido   |
| 11112 | Edgar Publicidade          | PP      | Coligação Democrática Campinense | Deferido   |
| 45145 | Ediolane Araújo            | PSDB    | Coligação Democrática Campinense | Deferido   |
| 11123 | Edmilson Cabeludo          | PP      | Coligação Democrática Campinense | Deferido   |
| 22789 | Eduardo Antunes            | PR      | Pra Frente Campina               | Deferido   |
| 27757 | Elane do Centenário        | PSDC    | Apaixonados por Campina 2        | Deferido   |
| 45666 | Elenildo Gomes             | PSDB    | Coligação Democrática Campinense | Deferido   |
| 17026 | Elio Silva                 | PSL     | Apaixonados por Campina 4        | Deferido   |
| 19333 | Eloi                       | PTN     | Coligação Democrática Campinense | Deferido   |
| 31222 | Elza Dantas                | PHS     | PHS                              | Deferido   |
| 22999 | Emerson Barros             | PR      | Pra Frente Campina               | Deferido   |
| 70555 | Esdras Vieira              | PTdoB   | Apaixonados por Campina 4        | Deferido   |
| 13000 | Eurivaldo                  | PT      | Apaixonados por Campina 1        | Deferido   |
| 23333 | Fabiana de Oliveira        | PPS     | Apaixonados por Campina 2        | Deferido   |
| 17456 | Fabinho Azevedo            | PSL     | Apaixonados por Campina 4        | Renúncia   |
| 40040 | Fábio Maia                 | PSB     | Apaixonados por Campina 3        | Deferido   |
| 14444 | Fabrício Targino           | PTB     | Pra Frente Campina               | Deferido   |
| 44333 | Fabrinni Brito             | PRP     | O Melhor para Campina            | Deferido   |
| 33666 | Fatiana                    | PMN     | Apaixonados por Campina 3        | Deferido   |
| 15555 | Fernando Carvalho          | PMDB    | Apaixonados por Campina 1        | Deferido   |
| 44044 | Flávia Brasil              | PRP     | O Melhor para Campina            | Deferido   |
| 20123 | Francisca das Malvinas     | PSC     | Apaixonados por Campina 3        | Deferido   |
| 40333 | Frank                      | PSB     | Apaixonados por Campina 3        | Deferido   |
| 31888 | Fuba do Radiador           | PHS     | PHS                              | Deferido   |
| 70888 | Galego do Leite            | PTdoB   | Apaixonados por Campina 4        | Deferido   |
| 22221 | Gavião                     | PL      | Pra Frente Campina               | Deferido   |
| 27444 | Geraldo dos Cuités         | PSDC    | Apaixonados por Campina 2        | Indeferido |
| 44888 | Gicélia                    | PRP     | O Melhor para Campina            | Deferido   |
| 33003 | Gildásio Pinheiro          | PMN     | Apaixonados por Campina 3        | Renúncia   |
| 33111 | Gildenor                   | PMN     | Apaixonados por Campina 3        | Deferido   |
| 13626 | Giovani Barbosa            | PT      | Apaixonados por Campina 1        | Deferido   |
| 27321 | Gordinho da Bisteka        | PSDC    | Apaixonados por Campina 2        | Deferido   |
| 44744 | Guilmar Fernandes          | PRP     | O Melhor para Campina            | Deferido   |
| 31000 | Gustavo da Água Mineral    | PHS     | PHS                              | Deferido   |
| 44121 | Hélio Chaves               | PRP     | O Melhor para Campina            | Deferido   |
| 17107 | Henrique do Vale           | PSL     | Apaixonados por Campina 4        | Deferido   |
| 40999 | Hermano Nepomuceno         | PSB     | Apaixonados por Campina 3        | Deferido   |
| 45555 | Hildebrando                | PSDB    | Coligação Democrática Campinense | Deferido   |
| 31158 | Ibiapino Leite             | PHS     | PHS                              | Deferido   |
| 45678 | Inácio Falcão              | PSDB    | Coligação Democrática Campinense | Deferido   |
| 27141 | Inês Claudino              | PSDC    | Apaixonados por Campina 2        | Deferido   |
| 23555 | Irani                      | PPS     | Apaixonados por Campina 2        | Deferido   |
| 20000 | Irani Porto                | PSC     | Apaixonados por Campina 3        | Deferido   |
| 20222 | Irmão David                | PSC     | Apaixonados por Campina 3        | Deferido   |
| 15888 | Ivan Batista               | PMDB    | Apaixonados por Campina 1        | Deferido   |
| 17700 | Ivan Cabral                | PSL     | Apaixonados por Campina 4        | Deferido   |
| 31031 | Ivanil                     | PHS     | PHS                              | Deferido   |
| 33321 | Ivanilda da Zona Leste     | PMN     | Apaixonados por Campina 4        | Deferido   |
| 45123 | Ivonete Ludgério           | PSDB    | Coligação Democrática Campinense | Deferido   |
| 44133 | Ivo Ventura                | PRP     | O Melhor para Campina            | Deferido   |
| 27555 | J. Alves                   | PSDC    | Apaixonados por Campina 2        | Deferido   |
| 65066 | Jailma                     | PCdoB   | Apaixonados por Campina 4        | Deferido   |
| 33222 | Jaime Rodrigues            | PMN     | Apaixonados por Campina 4        | Deferido   |
| 13151 | Jânio de Sena Abdias       | PT      | Apaixonados por Campina 1        | Deferido   |
| 19123 | João Dantas                | PTN     | Coligação Democrática Campinense | Deferido   |
| 31678 | João das Malvinas          | PHS     | PHS                              | Deferido   |
| 31111 | Joaquim da Glória          | PHS     | PHS                              | Indeferido |
| 44456 | Joia Germano               | PRP     | O Melhor para Campina            | Deferido   |
| 11777 | Josa Moral                 | PP      | Coligação Democrática Campinense | Deferido   |
| 31113 | José Coutinho              | PHS     | PHS                              | Deferido   |
| 20115 | José Messias               | PSC     | Apaixonados por Campina 3        | Deferido   |
| 50123 | Juca da Raposa             | PSOL    | PSOL                             | Deferido   |
| 22666 | Kleber Melo                | PR      | Pra Frente Campina               | Deferido   |
| 70111 | Laelson Patrício           | PTdoB   | Apaixonados por Campina 4        | Deferido   |
| 19999 | Laerte Mello               | PTN     | Coligação Democrática Campinense | Deferido   |
| 22007 | Leidinha                   | PR      | Pra Frente Campina               | Deferido   |
| 27890 | Lindoaldo Índio            | PSDC    | Apaixonados por Campina 2        | Deferido   |
| 43555 | Lourdes                    | PV      | O Melhor para Campina            | Deferido   |
| 44555 | Lourdes Costa              | PRP     | O Melhor para Campina            | Deferido   |
| 70789 | Lula Cabral                | PTdoB   | Apaixonados por Campina 4        | Deferido   |
| 33001 | Mago Lavador               | PMN     | Apaixonados por Campina 3        | Deferido   |
| 22190 | Major Israel               | PR      | Pra Frente Campina               | Deferido   |
| 23000 | Marcelino                  | PPS     | Apaixonados por Campina 2        | Renúncia   |
| 27743 | Márcia                     | PSDC    | Apaixonados por Campina 2        | Deferido   |
| 22111 | Márcio Melo                | PR      | Pra Frente Campina               | Deferido   |
| 44544 | Marcondes                  | PRP     | O Melhor para Campina            | Deferido   |
| 15981 | Marcos Marinho             | PMDB    | Apaixonados por Campina 1        | Deferido   |
| 12345 | Marcos Raia                | PDT     | Coligação Democrática Campinense | Deferido   |
| 31789 | Maria Malvina              | PHS     | PHS                              | Deferido   |
| 44444 | Marinaldo Cardoso          | PRP     | O Melhor para Campina            | Deferido   |
| 22333 | Martins da Cachoeira       | PR      | Pra Frente Campina               | Indeferido |
| 22000 | Mateus do Araxá            | PR      | Pra Frente Campina               | Deferido   |
| 15222 | Metuselá Agra              | PMDB    | Apaixonados por Campina 1        | Deferido   |
| 11000 | Miguel da Construção       | PP      | Coligação Democrática Campinense | Deferido   |
| 20031 | Mirian Carneiro            | PSC     | Apaixonados por Campina 3        | Renúncia   |
| 45111 | Moacir Rodrigues           | PSDB    | Coligação Democrática Campinense | Renúncia   |
| 31123 | Moisés Alves               | PHS     | PHS                              | Deferido   |
| 20210 | Naldinho Morais            | PSC     | Apaixonados por Campina 3        | Indeferido |
| 43444 | Natal                      | PV      | O Melhor para Campina            | Deferido   |
| 36123 | Negreiros                  | PTC     | Pra Frente Campina               | Deferido   |
| 44222 | Nelson Gomes               | PRP     | O Melhor para Campina            | Deferido   |
| 31022 | Nenzinha Cabeleireira      | PHS     | PHS                              | Deferido   |
| 33333 | Neto Guedes                | PMN     | Apaixonados por Campina 3        | Renúncia   |
| 31001 | Newton Leal                | PHS     | PHS                              | Deferido   |
| 17000 | Nildo                      | PSL     | Apaixonados por Campina 4        | Deferido   |
| 33000 | Nilton Cabral              | PMN     | Apaixonados por Campina 3        | Deferido   |
| 70999 | Novinho                    | PTdoB   | Apaixonados por Campina 4        | Deferido   |
| 15630 | Orlandino Farias           | PMDB    | Apaixonados por Campina 1        | Deferido   |
| 22580 | Oziran de Sena             | PR      | Pra Frente Campina               | Renúncia   |
| 15789 | Padre Zé Vanildo           | PMDB    | Apaixonados por Campina 1        | Deferido   |
| 22123 | Pastor Batista             | PR      | Pra Frente Campina               | Deferido   |
| 70000 | Pastor Luciano Breno       | PTdoB   | Apaixonados por Campina 4        | Deferido   |
| 10123 | Pastor Miguel Arcanjo      | PRB     | Apaixonados por Campina 1        | Deferido   |
| 45000 | Paulinho da Caranguejo     | PSDB    | Coligação Democrática Campinense | Deferido   |
| 13234 | Paulo Azevedo              | PT      | Apaixonados por Campina 1        | Deferido   |
| 50100 | Pedro dos Correios         | PSOL    | PSOL                             | Deferido   |
| 13999 | Peron                      | PT      | Apaixonados por Campina 1        | Deferido   |
| 15666 | Pimentel Filho             | PMDB    | Apaixonados por Campina 1        | Deferido   |
| 13133 | Poeta Wallison             | PT      | Apaixonados por Campina 1        | Deferido   |
| 33100 | Professor Ary              | PMN     | Apaixonados por Campina 3        | Renúncia   |
| 31333 | Professor Lucinei          | PHS     | PHS                              | Deferido   |
| 23456 | Professor Miguel Rodrigues | PPS     | Apaixonados por Campina 3        | Deferido   |
| 22133 | Professor Odenilson        | PR      | Pra Frente Campina               | Deferido   |
| 11333 | Professora Joselita        | PP      | Coligação Democrática Campinense | Deferido   |
| 40000 | Raw                        | PSB     | Apaixonados por Campina 3        | Deferido   |
| 15100 | Regeildo                   | PMDB    | Apaixonados por Campina 1        | Deferido   |
| 31234 | Reginaldo Guimarães        | PHS     | PHS                              | Deferido   |
| 31321 | Reginaldo Neves            | PHS     | PHS                              | Deferido   |
| 13315 | Reginaldo Silva            | PT      | Apaixonados por Campina 1        | Deferido   |
| 12222 | Renato Feliciano           | PDT     | Coligação Democrática Campinense | Deferido   |
| 70777 | Ribamar                    | PTdoB   | Apaixonados por Campina 4        | Deferido   |
| 31345 | Ricardo Bezerra            | PHS     | PHS                              | Deferido   |
| 13100 | Ricardo Pordeus            | PT      | Apaixonados por Campina 1        | Deferido   |
| 22456 | Rilmar                     | PR      | Pra Frente Campina               | Deferido   |
| 31181 | Roberto Alexandre          | PHS     | PHS                              | Deferido   |
| 27800 | Roberto Castro             | PSDC    | Apaixonados por Campina 2        | Deferido   |
| 22444 | Rodolfo Rodrigues          | PR      | Pra Frente Campina               | Deferido   |
| 17111 | Rodrigo Ramos              | PSL     | Apaixonados por Campina 4        | Deferido   |
| 33999 | Rômulo Freitas             | PMN     | Apaixonados por Campina 3        | Deferido   |
| 65147 | Ronaldo Menezes            | PCdoB   | Apaixonados por Campina 4        | Deferido   |
| 23666 | Ronney Mackleyn            | PPS     | Apaixonados por Campina 2        | Deferido   |
| 31444 | Rosinha Torreão            | PHS     | PHS                              | Renúncia   |
| 45456 | Rossana                    | PSDB    | Coligação Democrática Campinense | Deferido   |
| 15456 | Rossandro Agra             | PMDB    | Apaixonados por Campina 1        | Deferido   |
| 65456 | Rossy Ataíde               | PCdoB   | Apaixonados por Campina 4        | Deferido   |
| 11222 | Rubens Nascimento          | PP      | Coligação Democrática Campinense | Deferido   |
| 50000 | Samuel do HU               | PSOL    | PSOL                             | Deferido   |
| 50111 | Sandro Marcelino           | PSOL    | PSOL                             | Deferido   |
| 27777 | Sargento Martins           | PSDC    | Apaixonados por Campina 2        | Deferido   |
| 44111 | Sargento Régis             | PRP     | O Melhor para Campina            | Deferido   |
| 27222 | Saulo Germano              | PSDC    | Apaixonados por Campina 2        | Deferido   |
| 23123 | Saulo Noronha              | PPS     | Apaixonados por Campina 2        | Deferido   |
| 15123 | Serginho Gois              | PMDB    | Apaixonados por Campina 1        | Deferido   |
| 20201 | Serlita                    | PSC     | Apaixonados por Campina 3        | Deferido   |
| 25222 | Severino                   | DEM     | Coligação Democrática Campinense | Deferido   |
| 23444 | Silvino do Sindicato       | PPS     | Apaixonados por Campina 2        | Deferido   |
| 20152 | Socorro Barbosa            | PSC     | Apaixonados por Campina 3        | Deferido   |
| 11556 | Socorro Cruz               | PP      | Coligação Democrática Campinense | Deferido   |
| 23611 | Socorro Farias             | PPS     | Apaixonados por Campina 2        | Deferido   |
| 20152 | Socorro França             | PSC     | Apaixonados por Campina 3        | Deferido   |
| 11122 | Socorro Oliveira           | PP      | Coligação Democrática Campinense | Deferido   |
| 13456 | Socorro Ramalho            | PT      | Apaixonados por Campina 1        | Deferido   |
| 31105 | Tânia ACS                  | PHS     | PHS                              | Deferido   |
| 22345 | Teles Albuquerque          | PR      | Pra Frente Campina               | Deferido   |
| 45222 | Temi                       | PSDB    | Coligação Democrática Campinense | Deferido   |
| 17017 | Temtem                     | PSL     | Apaixonados por Campina 4        | Deferido   |
| 27115 | Toinha Menezes             | PSDC    | Apaixonados por Campina 2        | Deferido   |
| 65065 | Toinho                     | PCdoB   | Apaixonados por Campina 4        | Deferido   |
| 45100 | Tovar                      | PSDB    | Coligação Democrática Campinense | Deferido   |
| 27900 | Valdério Faki              | PSDC    | Apaixonados por Campina 2        | Deferido   |
| 45800 | Valmir Guimarães           | PSDB    | Coligação Democrática Campinense | Deferido   |
| 22122 | Valquíria Jane             | PR      | Pra Frente Campina               | Deferido   |
| 44777 | Vaninho Aragão             | PRP     | O Melhor para Campina            | Deferido   |
| 23111 | Vavá Tomé                  | PPS     | Apaixonados por Campina 2        | Deferido   |
| 13123 | Vladimir Chaves            | PSL     | Apaixonados por Campina 1        | Deferido   |
| 43222 | Washington Pessoa          | PV      | O Melhor para Campina            | Deferido   |
| 33456 | Wellinhton Cabeleireiro    | PMN     | Apaixonados por Campina 3        | Deferido   |
| 65111 | Zé Carlos                  | PCdoB   | Apaixonados por Campina 4        | Deferido   |
| 22555 | Zé Cláudio                 | PR      | Pra Frente Campina               | Deferido   |
| 22100 | Zé da Iara                 | PR      | Pra Frente Campina               | Deferido   |
| 70127 | Zenaide Firmino            | PTdoB   | Apaixonados por Campina 4        | Deferido   |
| 43666 | Zequinha do Bar            | PV      | O Melhor para Campina            | Deferido   |
| 23222 | Zoraide Gouveia            | PPS     | Apaixonados por Campina 2        | Deferido   |

## Resultados

### Prefeito
| Candidato(a)           | Candidato(a)           | Vice                   | 1º turno 5 de outubro de 2008 | 1º turno 5 de outubro de 2008 | 2º turno 26 de outubro de 2008 | 2º turno 26 de outubro de 2008 |
| Candidato(a)           | Candidato(a)           | Vice                   | Total                         | Porcentagem                   | Total                          | Porcentagem                    |
| ---------------------- | ---------------------- | ---------------------- | ----------------------------- | ----------------------------- | ------------------------------ | ------------------------------ |
|                        | Veneziano Vital (PMDB) | José Luiz Júnior (PSC) | 106.844                       | 48,88%                        | 116.222                        | 51,52%                         |
|                        | Rômulo Gouveia (PSDB)  | Lígia Feliciano (PDT)  | 104.449                       | 47,78%                        | 109.343                        | 48,48%                         |
|                        | Érico Feitosa (PHS)    | Ribamar Costa (PHS)    | 5.516                         | 2,52%                         | Não participaram               | Não participaram               |
|                        | Sizenando Leal (PSOL)  | José Nunes (PSOL)      | 1.793                         | 0,82%                         | Não participaram               | Não participaram               |
| Total de votos válidos | Total de votos válidos | Total de votos válidos | 218.602                       | 94,18%                        | 225.565                        | 96,83%                         |
| → Votos em branco      | → Votos em branco      | → Votos em branco      | 3.330                         | 1,43%                         | 1.953                          | 0,84%                          |
| → Votos nulos          | → Votos nulos          | → Votos nulos          | 10.184                        | 4,39%                         | 5.436                          | 2,33%                          |
| Total de votos         | Total de votos         | Total de votos         | 232.116                       | 87,09%                        | 232.954                        | 87,41%                         |
| Abstenções             | Abstenções             | Abstenções             | 34.400                        | 12,91%                        | 33.562                         | 12,59%                         |
| Total de inscritos     | Total de inscritos     | Total de inscritos     | 266.516                       |                               | 266.516                        |                                |
| Urnas apuradas: 761    |                        |                        |                               |                               |                                |                                |

## Vereadores eleitos
| Candidato eleito  | Partido | Votação | Porcentagem | Cidade onde nasceu | Unidade federativa |
| Inácio Falcão     | PSDB    | 6.997   | 3,17%       | Campina Grande     | Paraíba            |
| Daniella Ribeiro  | PP      | 6.838   | 3,10%       | Campina Grande     | Paraíba            |
| Ivonete Ludgério  | PSDB    | 6.094   | 2,76%       | Campina Grande     | Paraíba            |
| Marcos Raia       | PDT     | 5.444   | 2,47%       | Campina Grande     | Paraíba            |
| Tovar             | PSDB    | 4.999   | 2,27%       | João Pessoa        | Paraíba            |
| Joia Germano      | PRP     | 4.682   | 2,12%       | Campina Grande     | Paraíba            |
| Olímpio Oliveira  | PMDB    | 4.502   | 2,04%       | Campina Grande     | Paraíba            |
| Nelson Gomes      | PRP     | 4.269   | 1,94%       | Catolé do Rocha    | Paraíba            |
| Metuselá Agra     | PMDB    | 4.251   | 1,93%       | Campina Grande     | Paraíba            |
| Fernando Carvalho | PMDB    | 4.091   | 1,86%       | Campina Grande     | Paraíba            |
| Pimentel Filho    | PMDB    | 3.718   | 1,69%       | Campina Grande     | Paraíba            |
| Alcides da Weider | PRP     | 3.221   | 1,46%       | Rio de Janeiro     | Rio de Janeiro     |
| Antonio Pereira   | PSB     | 2.825   | 1,28%       | Campina Grande     | Paraíba            |
| Rodolfo Rodrigues | PR      | 2.138   | 0,97%       | Campina Grande     | Paraíba            |
| Laelson Patrício  | PTdoB   | 2.128   | 0,97%       | Campina Grande     | Paraíba            |
| Cassiano          | PSL     | 2.069   | 0,94%       | Campina Grande     | Paraíba            |

## Representação numérica das coligações na Câmara dos Vereadores
| Coligação                          | Votos  | Votos válidos(%) | Número de vereadores |
| PSDB / PDT / PP / PRTB / PTN / DEM | 51.635 | 23,40            | 5                    |
| PMDB / PT / PRB                    | 42.105 | 19,09            | 4                    |
| PV / PRP                           | 34.195 | 15,51            | 3                    |
| PCdoB / PTdoB / PSL                | 21.510 | 9,77             | 2                    |
| PSB / PMN / PSC / PCB              | 18.129 | 8,66             | 1                    |
| PTB / PTC / PR                     | 14.579 | 6,54             | 1                    |
| PPS / PSDC                         | 12.853 | 5,84             | 0                    |
| PHS                                | 3.313  | 1,49             | 0                    |
| PSOL                               | 1.384  | 0,63             | 0                    |

## Aspectos da campanha
Esta foi a primeira eleição disputada por PRB (atual Republicanos) e PSOL em Campina Grande. Enquanto o PRB lançou apenas a candidatura do Pastor Miguel Arcanjo (então vereador em João Pessoa e que transferira o domicílio eleitoral), que não conseguiu se eleger mesmo com votação expressiva (1.966 votos), o PSOL, que teve Sizenando Leal como candidato a prefeito, não teve bom desempenho nas urnas.
O DEM (antigo PFL), que teve 2 candidatos a vereador (Ceminha e Severino), não repetiu o desempenho da eleição de 2004, obtivendo apenas 71 votos. Já o PR, sucessor do PL, elegeu Rodolfo Rodrigues para a Câmara Municipal, com 2.138 votos. O PRTB foi o único partido que não lançou nenhum candidato a vereador, mesmo apoiando a candidatura de Rômulo Gouveia, enquanto o PCB disputou sua primeira eleição após a cisão em 1992, tendo Aécio Costa como candidato a uma vaga na Câmara pelo "Partidão". Recebeu apenas 331 votos.
Ediolane (PSDB), Geraldo dos Cuités (PSDC), Jailma (PCdoB), Joaquim da Glória (PHS) e Martins da Cachoeira (PR) tiveram suas candidaturas a vereador indeferidas. Gildásio Pinheiro (PMN), Bolinha (PRP), Marcelino Soares (PPS), Carioca do Treze (também do PPS), Moacir Rodrigues (PSDB), Carminha do Pedregal (PTdoB), Neto Guedes (PMN), Professor Ary (do mesmo partido), Fabinho Azevedo (PSL), Rosinha Torreão (PHS), Bile (também do PHS), Miriam Carneiro (PSC), Ronney Mackleyn (PPS) e Bina (PMN) abdicaram de participar da eleição. Assim como fora em 2004, o candidato a vereador mais velho foi Orlandino Farias (PMDB), que não conseguiu a reeleição apesar de ter conquistado 3.207 votos, enquanto o mais jovem foi Fabrinni Brito (filho do ex-deputado Walter Brito), do PRP, que também não se elegeu, mesmo com bom desempenho eleitoral - 3.161 eleitores votaram nele, que ficou na suplência.

## Links
- Resultado das Eleições de 2008 (em português)